# Croissy-sur-Celle
Croissy-sur-Celle ist eine französische Gemeinde mit 234 Einwohnern (Stand 1. Januar 2022) im Département Oise in der Region Hauts-de-France. Die Gemeinde liegt im Arrondissement Beauvais und ist Teil der Communauté de communes de l’Oise Picarde und des Kantons Saint-Just-en-Chaussée.

## Geographie

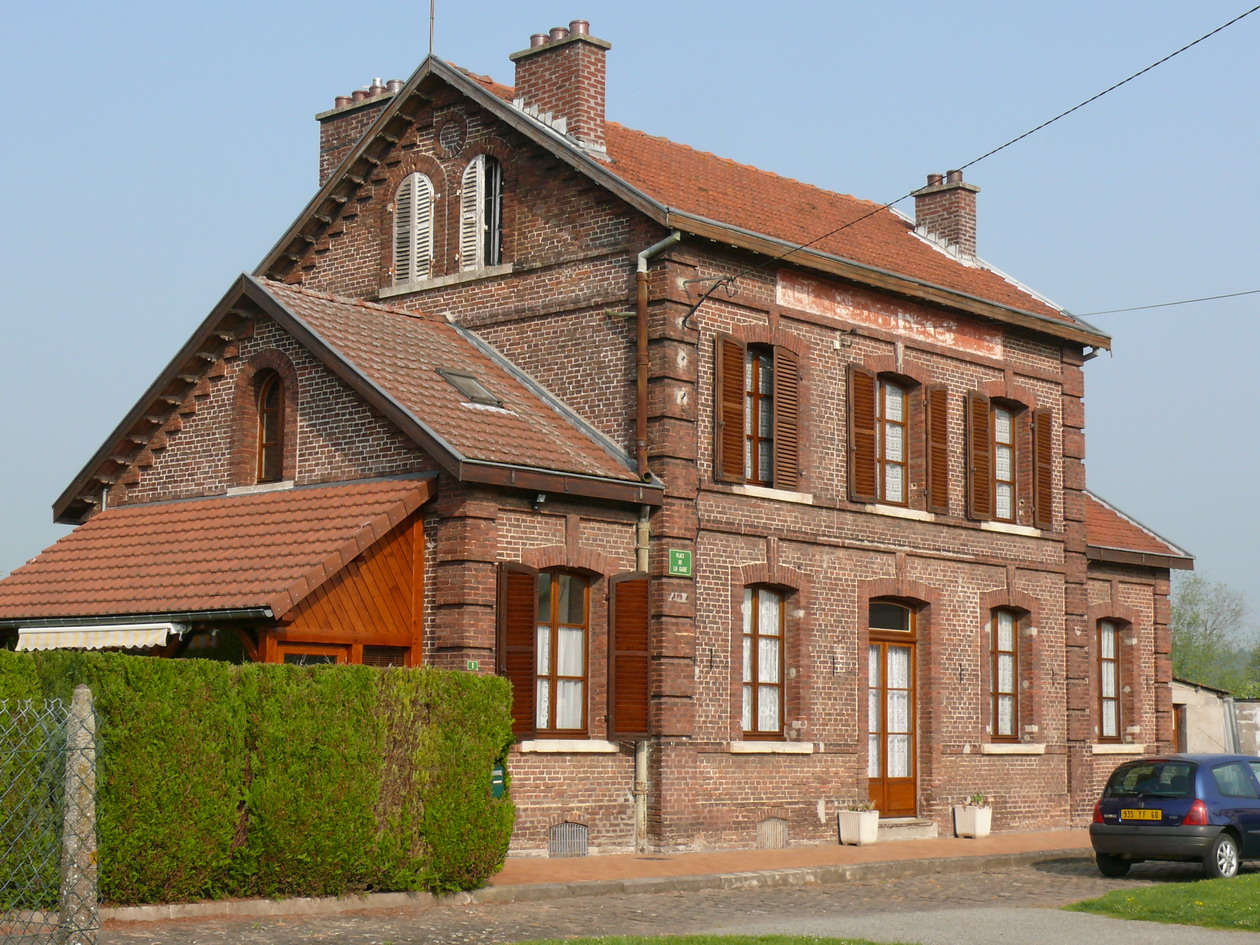
Früherer Bahnhof

Die ländliche Gemeinde liegt an der Grenze zum Département Somme am Fluss Selle (Celle). Durch sie verlief die aufgelassene und in diesem Abschnitt abgebaute Bahnstrecke von Amiens nach Beauvais. Das Gehöft La Malmaison in Richtung Lavacquerie wird als das alte Leprosenhaus der Gemeinde angesehen.

## Einwohner
| 1962 | 1968 | 1975 | 1982 | 1990 | 1999 | 2006 | 2011 |
| ---- | ---- | ---- | ---- | ---- | ---- | ---- | ---- |
| 250  | 258  | 221  | 189  | 203  | 229  | 241  | 289  |

## Verwaltung
Bürgermeister (maire) ist seit 2001 Yvette Parmentier.

## Sehenswürdigkeiten

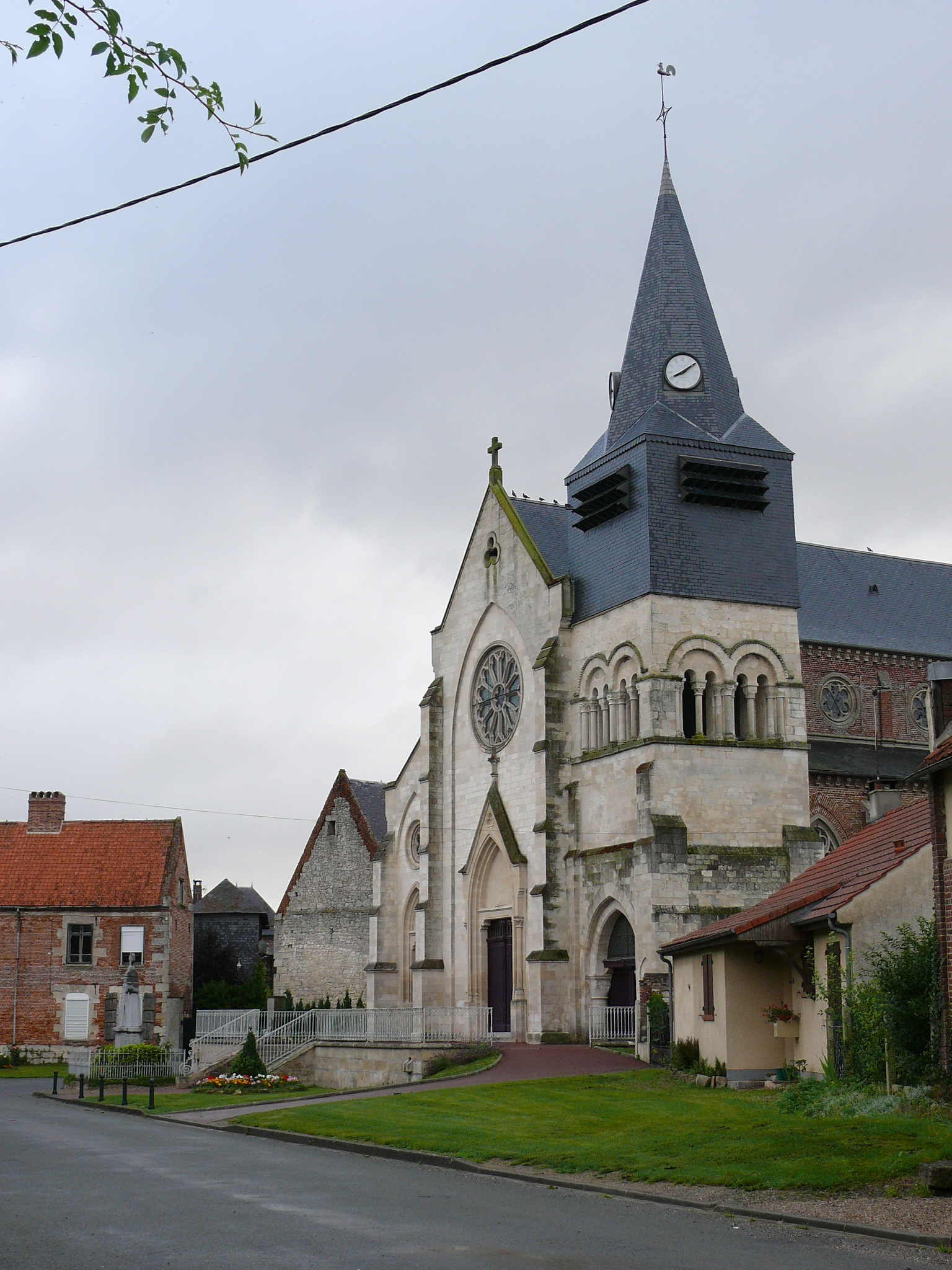
Kirche Saint-Léger mit Kapitelhaus im Hintergrund

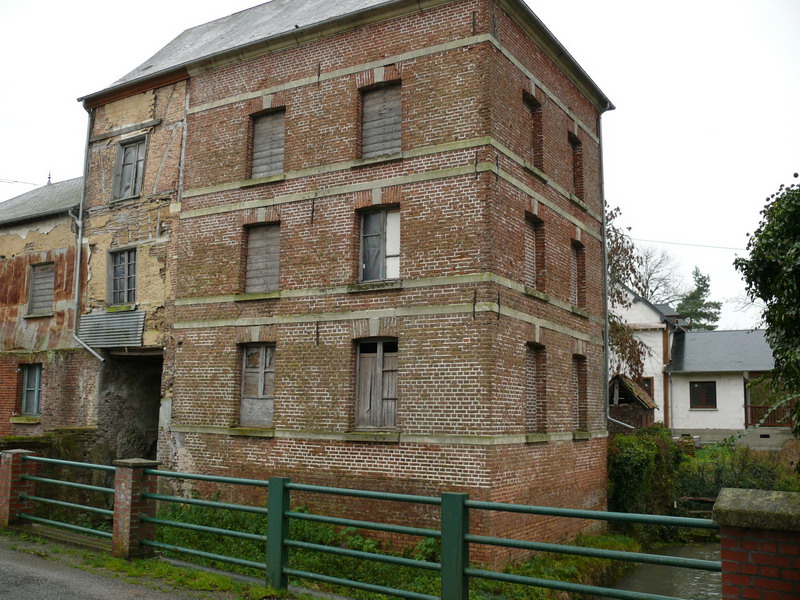
Moulin aux Moines

Siehe auch: Liste der Monuments historiques in Croissy-sur-Celle
- Kirche Saint-Léger, teilweise aus dem 12. Jahrhundert,[1] mit Taufbecken aus dem Jahr 1551 (Base Palissy PM60000693)[2]
- Kapitelhaus einer früheren Abtei (Abbaye de la Selle)
- Kapelle Notre-Dame-de-Clémence am Nordausgang des Dorfs[3]
- Ehemalige Mühlen Moulin aux Moines (im Ort) und Moulin des Prés (oberhalb des Orts).
- Souterrains („muches“)